# Ministeri de la Presidència, Relacions amb les Corts i Igualtat
El Ministeri de la Presidència, Relacions amb les Corts i Memòria Democràtica és un dels departaments ministerials en els quals s'organitza l'Administració General de l'Estat, el titular del qual és el ministre o la ministra de la Presidència, Relacions amb les Corts i Igualtat.
Fou creat l'any 2018 pel president del Govern d'Espanya, Pedro Sánchez, a través del Reial Decret 355/2018, de 6 de juny, pel qual es reestructuren els departaments ministerials.
L'actual titular és Félix Bolaños.

## Funcions
Correspon al Ministeri de la Presidència, Relacions amb les Corts i Igualtat:
- La coordinació de tots els afers de rellevància constitucional.
- La preparació, desenvolupament i seguiment del programa legislatiu.
- El suport immediat a la Presidència del Govern d'Espanya.
- L'assistència al Consell de Ministres, a les Comissions Delegades del Govern i a la Comissió General de Secretaris d'Estat i Sotssecretaris.
- L'assistència al Govern d'Espanya en les seves relacions amb les Corts Generals.
- La direcció de les polítiques dirigides a fer reial i efectiva la igualtat entre dones i homes i l'erradicació de qualsevol forma de discriminació.

## Estructura orgànica
El Ministeri de la Presidència, Relacions amb les Corts i Memòria Democràtica s'estructura en els següents òrgans superiors:
- La Secretaria d'Estat de Relacions amb les Corts i Afers Constitucionals.
  - La Direcció general de Relacions amb les Corts.
  - La Direcció general de Afers Constitucionals i Coordinació Jurídica.
- La Secretaria d'Estat de Memòria Democràtica.
  - La Direcció general de Memòria Democràtica.
- La Subsecretaria de la Presidència, Relacions amb les Corts i Memòria Democràtica.
  - La Secretaria General Tècnica-Secretariat del Govern.

## Organismes dependents
Els organismes de l'Administració General de l'Estat que depenen del Ministeri són els següents:
- Butlletí Oficial de l'Estat (BOE).
- Centre d'Investigacions Sociològiques (CIS).
- Centre d'Estudis Polítics i Constitucionals (CEPC).
- Patrimoni Nacional. (PN)

## Llista de ministres
| Legislatura           | Inici               | Finalització | Nom                           | Partit |
| --------------------- | ------------------- | ------------ | ----------------------------- | ------ |
| XIV (2019-actualitat) | 13 de gener de 2020 | Actualitat   | María del Carmen Calvo Poyato | PSOE   |

 Jessica ty

## Antecedents

### Presidència
- 1951: El sotssecretari de la Presidència del Govern d'Espanya passa a tenir rang de ministre.[3]
- 1974: El ministre sotsecretari passa a ser denominat ministre de la Presidència d'Espanya.[4]
- 1977: Es crea el Ministeri de la Presidència.[5]
- 1986: Se suprimeix el ministeri i les funcions del departament són assumides pel Ministeri de Relacions amb les Corts i de la Secretaria del Govern d'Espanya.[6]
- 1993: Es recupera el Ministeri de la Presidència.[7]
- 2016: Se suprimeix el Ministeri de la Presidència i es crea el Ministeri de la Presidència i per les Administracions Territorials.[8]
- 2018: Se suprimeix el Ministeri de la Presidència i per les Administracions Territorials i es crea el Ministeri de la Presidència, Relacions amb les Corts i Igualtat.[1]

### Relacions amb les Corts
- 1977: Un ministre sense cartera és nomenat adjunt per les Relacions amb les Corts.
- 1980: Deixa d'existir un ministre adjunt per les Relacions amb les Corts.
- 1986: Es crea el Ministeri de Relacions amb les Corts i de la Secretaria del Govern.
- 1993: Se suprimeix el Ministeri de Relacions amb les Corts i de la Secretaria del Govern.
- 2018: Es crea el Ministeri de la Presidència, Relacions amb les Corts i Igualtat.

### Igualtat
- 2008: Es crea el Ministeri d'Igualtat.
- 2010: Se suprimeix el Ministeri d'Igualtat i es crea el Ministeri de Sanitat, Política Social i Igualtat.
- 2011: Se suprimeix el Ministeri de Sanitat, Política Social i Igualtat i es crea el Ministeri de Sanitat, Serveis Socials i Igualtat.
- 2018: Se suprimeix el Ministeri de Sanitat, Serveis Socials i Igualtat i es crea el Ministeri de la Presidència, Relacions amb les Corts i Igualtat.